# キース・スマート
キース・スマート（Jonathan Keith Smart 1964年9月21日- ）はルイジアナ州バトンルージュ出身のバスケットボール選手、指導者。現在はアーカンソー大学のアシスタントコーチを務めている。

## 来歴
カンザス州のガーデンシティコミュニティカレッジ時代にはジャイホーク・カンファレンスの最優秀選手に選ばれ、その後インディアナ大学に編入し、1987年のNCAAトーナメント決勝のシラキュース大学戦で決勝シュートを決めて74-73で優勝している。
大学卒業後、1988年のNBAドラフトでサンアントニオ・スパーズに指名されて入団したが1988-1989シーズンのわずか2試合の出場にとどまり、その後、フィリピンプロバスケットボールリーグのサンミゲル・ビールメン、WBAのハリファックス・ウィンドジャマーズ、CBAやフランス、ベネズエラなどでプレーし1995年に現役を引退した。
2002-2003シーズン途中にジョン・ルーカスに代わってクリーブランド・キャバリアーズの暫定ヘッドコーチに就任し9勝31敗の成績を残した。2003年、ゴールデンステート・ウォリアーズのアシスタントコーチに就任した。
2010-2011シーズン、ドン・ネルソンヘッドコーチの後任として開幕前のトレーニングキャンプ直前にヘッドコーチに就任した。前年より10勝多い36勝をあげたが2011年4月27日に解雇された。
同年11月にサクラメント・キングスのアシスタントコーチに就任、翌2012年1月5日、ポール・ウェストファルヘッドコーチに代わり暫定ヘッドコーチに就任した。
2014年9月17日、マイアミ・ヒートのアシスタントコーチに就任した。
2019年12月6日、ニューヨーク・ニックスのアシスタントコーチを解任された。
2021年3月12日アーカンソー大学のアシスタントコーチに就任した。